# TheStreet.com
TheStreet.com es un sitio web de noticias financieras y educación financiera. Es una subsidiaria de TheMaven.

## Historia
TheStreet, Inc. (anteriormente TheStreet.com, Inc.) fue cofundada en 1996 por Jim Cramer y Marty Peretz. Se convirtió en una empresa pública a través de una oferta pública inicial en mayo de 1999 bajo la dirección del expresidente y director ejecutivo Kevin English y el ex director financiero Paul Kothari.
Bajo la dirección de Thomas J. Clarke, Jr., expresidente y CEO de TheStreet, la compañía reportó su primera ganancia anual en 2005. Jim Cramer se convirtió en presidente en octubre de 2008 y ocupó ese cargo hasta 2011.
Daryl Otte, director de la compañía desde hace mucho tiempo, se convirtió en CEO en mayo de 2009 después de la renuncia del ex CEO, Thomas Clarke. Otte es el socio fundador de Montefiore Partners, una firma de gestión de fondos de inversión de capital de riesgo, y exejecutivo de la compañía de medios Ziff Davis.
El 7 de marzo de 2012, Elisabeth DeMarse fue contratada como directora ejecutiva y presidenta, en sustitución de la presidenta ejecutiva saliente Daryl Otte.
En abril de 2007, la compañía adquirió Stockpickr.com.
En noviembre de 2007, la compañía adquirió BankingMyWay y RateWatch.
En 2008, la compañía adquirió una participación del 13% en Geezeo.com, una herramienta de administración en línea con sede en Boston, con la opción de comprar la compañía completa.
Dave Kansas se convirtió en editor en jefe en abril de 1997. Kansas también abrió una oficina en San Francisco y fue miembro de la junta directiva.
En julio de 2001, David J. Morrow, exreportero de The New York Times, se unió a TheStreet, Inc. como editor en jefe tras la partida de Kansas. Glenn Hall, exgerente de noticias de Freedom Communications (The Orange County Register) y Bloomberg News, reemplazó a Morrow en agosto de 2009. William Inman, exeditor de noticias de Bloomberg, reemplazó a Glenn Hall como editor en jefe en marzo de 2012. Janet Guyon, de Fortune, The Wall Street Journal, Bloomberg e Investopedia reemplazaron a William Inman en abril de 2014.
En agosto de 2007, la compañía adquirió Corsis, incluyendo Promotions.com por $ 20.7 millones. Fue vendido a la gerencia por $ 3.1 millones en diciembre de 2009. Posteriormente, los ejecutivos de la compañía fueron acusados de inflar los ingresos y pagar multas a la Comisión de Bolsa y Valores de los Estados Unidos.
En 2008, la compañía lanzó su primera aplicación móvil, para BlackBerry. La versión Blackberry fue mencionada como "Honorario Oficial" para la categoría de Aplicaciones Móviles de los Premios Webby 2009, y, junto con la versión para iPhone, ganó el premio 2008 "Uso Creativo de Online" por la Sociedad de Editores Comerciales Estadounidenses y Escritores (SABEW).
En septiembre de 2010, la compañía lanzó un sitio web móvil, TheStreet.mobi.
En 1999, en el pico de la burbuja puntocom, la capitalización de mercado de la compañía fue de $ 1.7 mil millones.
En septiembre de 2012, la compañía adquirió The Deal LLC, una compañía de medios que cubre fusiones y adquisiciones. El sitio fue vendido en febrero de 2019.
En abril de 2013, TheStreet Inc. adquirió los boletines financieros The DealFlow Report y The Life Settlements Report y la base de datos PrivateRaise de DealFlow Media Inc. The DealFlow Report cubre las existencias de microcaps, incluidas las ofertas públicas iniciales y las colocaciones privadas, mientras que The Life Settlements Report se centra en la vida liquidaciones de seguros.
En noviembre de 2014, la compañía adquirió BoardEx por $ 22.5 millones.
En junio de 2018, la compañía vendió Rate Watch a S&P Global por $ 33.5 millones.
En agosto de 2019, TheMaven adquirió la compañía por $ 16.5 millones.

## Contenido
Las características de TheStreet incluyen: Las cinco cosas más tontas en Wall Street esta semana; Street Whispers y The Digital Skeptic.
Jim Cramer es el comentarista más notable de la compañía. Otros contribuyentes incluyen Adam Feuerstein y Doug Kass. Los antiguos contribuyentes incluyen Aaron Task, Alix Steel, Dave Kansas, Herb Greenberg y Brett Arends.
Además de las noticias y el análisis financiero, TheStreet, Inc. también ofrece servicios de inversores de suscripción que incluyen RealMoney RealMoney Pro, Stock Breakout, Stocks Under $ 10, OptionsProfits, Chat on TheStreet, The Daily Swing Trade, Top Stocks, TheStreet Ratings y Action Alerts Plus, dirigido por Jack Mohr.

### Finanzas personales
TheStreet.com Personal Finance es una revista financiera en línea y un sitio web de noticias de TheStreet.com, dirigido a los Estados Unidos y que presupone un conocimiento financiero muy limitado (a diferencia de TheStreet.com). Además de noticias, características y artículos, TheStreet.com Personal Finance presenta informes de consumidores y consejos de inversión. Los usuarios que tienen problemas para interactuar con TheStreet.com, debido a la terminología y el conocimiento asumido, tienden a encontrar TheStreet.com Personal Finance mucho más accesible, ya que está escrito para el laico promedio que no tiene una comprensión profunda de Wall Street . TheStreet.com Personal Finance cubre todos los sectores de los negocios y la vida cotidiana, desde los negocios hasta la moda. La sede de TheStreet.com Personal Finance se encuentra en el área metropolitana de Nueva York.

### Dinero
Real Money es un sitio de servicios financieros. Es uno de los primeros sitios en incorporar tanto ideas de inversión como redes sociales. Esta comunidad, conocida como Stock Idea Network, combina información de inversores profesionales y miembros de la comunidad. Los usuarios pueden compartir, debatir y, de otro modo, discutir información e ideas relacionadas con las finanzas en los paneles de mensajes del sitio, que son frecuentados por profesionales financieros. Fue nombrado uno de los 50 mejores sitios web de Time.com en 2007. Se estima que hay más de 150,000 carteras generadas por los usuarios, así como carteras de profesionales financieros profesionales en el sitio.